# Leopold Veit
Leopold Veit (* 12. Juni 1865 in Emmendingen; † 25. Februar 1928 in Offenburg) war ein deutscher Rechtsanwalt und Schriftsteller jüdischen Glaubens.

## Leben
Veit studierte Jura in Freiburg im Breisgau und wurde dort promoviert. 1895 ließ er sich als Rechtsanwalt in Offenburg nieder. Daneben war er als Schriftsteller tätig, schrieb zunächst Märchen und Gedichte und verfasste später Beiträge für die pazifistische französische Zeitung „L’armée nouvelle“. Daneben entstanden Dramen, die in Coburg, Karlsruhe und Offenburg aufgeführt wurden.
Veit war verheiratet mit Anna, geb. Kaufmann (1874–1960). Das Paar hatte sechs Kinder, die sämtlich vor der Verfolgung im Nationalsozialismus fliehen konnten. Die Tochter floh nach England, die fünf Söhne wanderten alle nach Brasilien aus.
Leopold Veit starb 1928 und wurde auf dem Offenburger Waldbachfriedhof beigesetzt, wo sein Grab bis heute im Bereich der jüdischen Grabstellen erhalten ist.

## Werke
- Ueber die Schranken. Ein Drama in fünf Aufzügen, Ettenheim: Leibold 1892.
- Magdalena Gerstner. Ein Drama in vier Aufzügen, Offenburg: Geck 1899.
- Der Richter. Schauspiel in 3 Aufzügen, o. O. ca. 1907.